# Tenuidactylus voraginosus
Espèce
Synonymes
- Cyrtodactylus voraginosus Leviton & Anderson, 1984
- Cyrtopodion voraginosum (Leviton & Anderson, 1984)

Tenuidactylus voraginosus est une espèce de geckos de la famille des Gekkonidae.

## Répartition
Cette espèce est endémique de la province d'Helmand en Afghanistan.

## Publication originale
- Leviton & Anderson, 1984 : Description of a new species of Cyrtodactylus from Afghanistan with remarks on the status of Gymnodactylus longipes and Cyrtodactylus fedtschenkoi. Journal of Herpetology, vol. 18, no 3, p. 270-276.